# Хвороба Росаі — Дорфман
Хвороба Росаі-Дорфман (синусовий гістіоцитоз з масивною лімфаденопатією) — рідкісний гістіоцитозний синдром невідомої етіології, що характеризується гістіоцитозною та лімфоцитарною інфільтрацією.

## Етимологія
Хвороба названа на честь патологів з США Хуана Росаі та Рональда Ф. Дорфмана, що вперше описали її в 1969 році.

## Епідеміологія
Хворобу Росаі-Дорфман з локалізацією в щитоподібній залозі діагностують надзвичайно рідко. Її описано в декілька статтях з наведенням клінічних випадків.

## Патологічна анатомія
Гістіоцитоподібні клітини формують вузлові структури та демонструють емеріполез лімфоцитів. На фоні цієї картини часто визначають лімфоцитарний тиреоїдит з клінічними ознаками тиреоїдиту Хашимото.

## Клінічні ознаки
Хвороба проявляється переважно лімфаденопатією в області шиї, місці, де найчастіше акумулюються гістіоцити. Поза межами лімфатичних вузлів, гістіоцитів можна спостерігати в тканинах шкірі, верхніх дихальних шляхів. Хвороба Росаі-Дорфман з локалізацією в щитоподібній залозі діагностують у дорослих жінок, у яких спостерігають масивне утворення в ділянці щитоподібної залози, що може бути помилково прийняте за анапластичний рак. Пацієнти з хворобою Росаі-Дорфман з локалізацією в щитоподібній залозі мають ізольовані зміни лише в щитоподібній залозі без ознак прогресії.